# Gorham (Kraftfahrzeug)
Als Gorham wurden Kraftfahrzeuge bezeichnet, die von dem Ingenieur William R. Gorham konstruiert wurden. Die Fahrzeuge wurden von dem ehemaligen japanischen Automobilhersteller Jitsuyō Jidōsha Seizō produziert.

## Gorham Sanrinsha Dreirad
Im Jahr 1919 entwickelte William R. Gorham ein motorisiertes Dreirad in einer Fabrik in der Stadt Kawasaki für seinen gehbehinderten Chef Yumito Kushibiki. Dieses erste Modell war mehr oder weniger ein mit drei Rädern bestücktes Motorrad, auf dem zwei Personen nebeneinander auf einer Sitzbank Platz nehmen konnten. Das Unternehmen Kubota aus Osaka wurde darauf aufmerksam und wollten das Vehikel vermarkten. So entstand ein Unternehmen mit William R. Gorham als Chefingenieur zur Fertigung und Vermarktung des Gorham Sanrinsha getauften Dreirades unter der Firma Jitsuyō Jidōsha Seizō (engl. Jitsuyo Motors). Die Produktion begann 1920 mit aus den Vereinigten Staaten importierten Bauteilen.
Die Serienversion des Gorham Sanrinsha Dreirad unterschied sich in einigen Details zum Prototyp aus dem Vorjahr. Ein geschlossener Aufbau, der mit einem Stoffdach bestückt war, wurde verwendet. Zu den Seiten und nach vorne gab es keine Fenster, stattdessen war die Kabine dort einfach offen. Eine Lenkstange reichte vom beweglichen Vorderrad, an dem ein Scheinwerfer und ein Schutzblech angebracht waren, in den Innenraum. Im Inneren war Platz für drei Personen, der Fahrer saß vorne mittig und auf einer Rückbank im Fond konnten zwei weitere Passagiere befördert werden.
Als Motor kam ein luftgekühlter Zweizylindermotor von Harley-Davidson zum Einsatz, der circa 7 PS leistete und mittels einer Kette mit dem rechten Hinterrad verbunden war. Die Steuerung des Antriebs erfolgte mit Hebeln, die auf der rechten Fahrzeugseite außerhalb der Kabine angebracht waren. So ausgerüstet erreichte das Dreirad eine Höchstgeschwindigkeit von 48 km/h.

## Gorham Vierrad
Im Jahr 1921 wurde das technische Konzept des Dreirades von William R. Gorham und einem Ingenieur namens Takayoshi Goto geändert. Sie installierten eine Vorderachse mit zwei Rädern, um die Fahrstabilität in Kurven zu verbessern und schufen so ein vierrädriges Kraftfahrzeug. Der Rest des Fahrzeugs blieb im Vergleich zum vorherigen Entwurf unverändert. Die Karosserie bot weiterhin drei Sitzplätze und auch die Lenkstange sowie die Motorisierung wurde beibehalten.